# 金长文
金长文（1965年6月—），生物化学专家，北京大学教授。研究方向为G蛋白偶联受体（GPCR）的动态结构、相互作用和药物设计等。北京核磁共振中心首席科学家，中国教育部第四批“长江学者”特聘教授。

## 生平
1983年至1990年，就读于吉林大学物理系；1992年获得北京大学技术物理系理学博士学位；1992年至1994年，在北京大学从事博士后研究；
1994年至1996年，在中科院空间中心担任副研究员。1996年至2000年，在依利诺伊大学从事博士后研究。2000年至2001年，有一段在克拉克大学的经历；
2001年至今，在北京大学北京核磁共振中心工作。